# Preserje, Brezovica
Preserje je gručasta središčna vas v Občini Brezovica, ki leži na vznožju Krimsko-Mokrškega hribovja na južnem robu Ljubljanskega barja, kjer se združita cesti iz Kamnika pod Krimom in Podpeči proti Rakitni. S Kamnikom se Preserje skoraj stika. Naselje je z Ljubljano povezano z medkrajevnimi linijami 43, 44 in 45. V Preserju se nahajata osnovna šola in železniška postaja na progi med Ljubljano in Sežano. Vas je tudi sedež istoimenske župnije; župnijska cerkev sv. Vida je bila prvič omenjena leta 1351, na vzpetinah v bližini pa sta tudi podružnična cerkev sv. Jožefa in cerkev sv. Ane. Južno od vasi leži pretočno kraško polje, imenovano uvala Ponikve.
V bližini Preserja se je leta 1976 zgodila huda železniška nesreča. Potniški vlak, ki je odpeljal s postaje, je preko kretnice zapeljal na drug tir, s čimer je prekrižal pot hitremu vlaku Direct-Orient Express na relaciji Carigrad–Pariz, ki je v gosti megli prevozil rdeč signal. V nesreči je umrlo 17 ljudi, 40 pa je bilo poškodovanih.
V Preserju se je rodil slovenski podjetnik Leopold Zakrajšek.